# لانگ ویو (واشینگتن)
لانگ ویو (به انگلیسی: Longview) شهری در شهرستان کولیتز ایالت واشنگتن است که در سرشماری سال ۲۰۱۰ میلادی، ۳۶۶۴۸ نفر جمعیت داشته است.

## نگارخانه

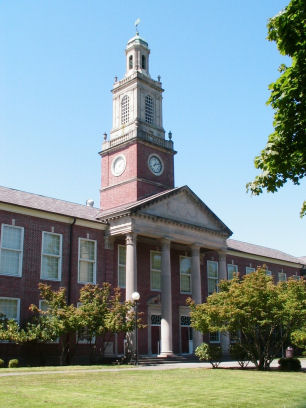